# Großer Preis von Spanien 2006
Der Große Preis von Spanien 2006 (offiziell Formula 1 Gran Premio Telefónica de España 2006) fand am 14. Mai auf dem Circuit de Catalunya in Montmeló statt und war das sechste Rennen der Formel-1-Weltmeisterschaft 2006.

## Berichte

### Hintergrund
Nach dem Großen Preis von Europa führte Fernando Alonso in der Fahrerwertung mit 13 Punkten vor Michael Schumacher und mit 21 Punkten vor Kimi Räikkonen. In der Konstrukteurswertung führte Renault mit 18 Punkten vor Ferrari und mit 26 Punkten vor McLaren-Mercedes.
Mit Michael Schumacher (sechsmal), Räikkönen und Jacques Villeneuve (jeweils einmal) traten drei ehemalige Sieger zu diesem Grand Prix an.

### Training
Die letzten sechs Teams der Konstrukteursmeisterschaft 2005 waren berechtigt am Freitag im freien Training ein drittes Auto einzusetzen, selbiges galt für das neue elfte Team Super Aguri. Diese Fahrer fuhren am Freitag, traten aber weder im Qualifying noch im Rennen an. Alexander Wurz (Williams), Anthony Davidson (Honda), Robert Doornbos (Red Bull), Robert Kubica (BMW Sauber), Giorgio Mondini (Spyker) und Neel Jani (Toro Rosso) nahmen in dieser Funktion an den Freitagstrainings teil.
Das erste freie Training entschied Felipe Massa mit einer Zeit von 1:15,796 Minuten für sich, gefolgt von Michael Schumacher und Wurz.
Das zweite freie Training gewann Davidson mit einer Zeit von 1:16,533 Minuten vor Doornbos und Alonso.
Das dritte freie Training gewann mit einer Zeit von 1:15,658 Minuten Michael Schumacher. Zweiter wurde Giancarlo Fisichella, Dritter Nick Heidfeld.

### Qualifying
Das Qualifying wurde in drei Qualifikationsabschnitten ausgetragen. In den beiden ersten schieden die jeweils sechs langsamsten Fahrer aus, im letzten wurde um die Pole-Position gefahren.
Im ersten Qualifikationsabschnitt (Q1) schieden Scott Speed, die beiden Midland, die beiden Super Aguri und David Coulthard (ohne Zeit) aus.
Im zweiten Qualifikationsabschnitt (Q2) schieden dann die beiden Williams, Juan Pablo Montoya, Villeneuve, Christian Klien und Vitantonio Liuzzi aus.
Alonso fuhr im dritten Qualifikationsabschnitt (Q3) die schnellste Zeit und konnte sich so seine elfte Pole-Position sichern. Auf den Plätzen zwei und drei folgten sein Teamkollege Fisichella und Michael Schumacher im Ferrari.

### Rennen
Beim Start übernahmen die Renault die Führung und blieben bis zur 17. Runde vorne, bis zuerst Alonso und dann Fisichella stoppte. Ab diesem Moment übernahm Michael Schumacher die Führung und behielt diese bis zu seinem Stopp in Runde 23. Der Deutsche reihte sich dann hinter Fisichella wieder ein, schaffte es aber nach ein paar Runden, ihn zu überholen und an Alonso heranzukommen.
Der zweite Stopp des Asturiers erfolgte in der 40. Runde und Michael Schumacher übernahm wieder die Führung. Er begann zu pushen und fuhr auch seine schnellste Runde, welche allerdings nicht an die Zeit von Massa, der seine erste schnellste Runde seiner Karriere fuhr (1:16:648 Minuten), herankam. Als Michael Schumacher nach seinem zweiten Stopp zurückkam, war Alonso wieder in Führung Führung und behielt diese bis zum Ende des Rennens. Es war sein erster Heimsieg. Zweiter wurde Michael Schumacher vor Fisichella. Massa beendete das Rennen auf Platz vier. Die restlichen Punkteplatzierungen belegten Räikkönen, Jenson Button, Rubens Barrichello und Heidfeld.
In der Fahrer- und Konstrukteurswertung blieben die ersten drei Positionen unverändert.

## Meldeliste
| Team                              | Nr. | Fahrer               | Chassis          | Motor                | Reifen |
| --------------------------------- | --- | -------------------- | ---------------- | -------------------- | ------ |
| Mild Seven Renault F1 Team        | 01  | Fernando Alonso      | Renault R26      | Renault 2.4 V8       | M      |
| Mild Seven Renault F1 Team        | 02  | Giancarlo Fisichella | Renault R26      | Renault 2.4 V8       | M      |
| Team McLaren Mercedes             | 03  | Kimi Räikkönen       | McLaren MP4-21   | Mercedes-Benz 2.4 V8 | M      |
| Team McLaren Mercedes             | 04  | Juan Pablo Montoya   | McLaren MP4-21   | Mercedes-Benz 2.4 V8 | M      |
| Scuderia Ferrari Marlboro         | 05  | Michael Schumacher   | Ferrari 248 F1   | Ferrari 2.4 V8       | B      |
| Scuderia Ferrari Marlboro         | 06  | Felipe Massa         | Ferrari 248 F1   | Ferrari 2.4 V8       | B      |
| Panasonic Toyota Racing           | 07  | Ralf Schumacher      | Toyota TF106B    | Toyota 2.4 V8        | B      |
| Panasonic Toyota Racing           | 08  | Jarno Trulli         | Toyota TF106B    | Toyota 2.4 V8        | B      |
| Williams F1 Team                  | 09  | Mark Webber          | Williams FW28    | Cosworth 2.4 V8      | B      |
| Williams F1 Team                  | 10  | Nico Rosberg         | Williams FW28    | Cosworth 2.4 V8      | B      |
| Williams F1 Team                  | 35  | Alexander Wurz       | Williams FW28    | Cosworth 2.4 V8      | B      |
| Lucky Strike Honda Racing F1 Team | 11  | Rubens Barrichello   | Honda RA106      | Honda 2.4 V8         | M      |
| Lucky Strike Honda Racing F1 Team | 12  | Jenson Button        | Honda RA106      | Honda 2.4 V8         | M      |
| Lucky Strike Honda Racing F1 Team | 36  | Anthony Davidson     | Honda RA106      | Honda 2.4 V8         | M      |
| Red Bull Racing                   | 14  | David Coulthard      | Red Bull RB2     | Ferrari 2.4 V8       | M      |
| Red Bull Racing                   | 15  | Christian Klien      | Red Bull RB2     | Ferrari 2.4 V8       | M      |
| Red Bull Racing                   | 37  | Robert Doornbos      | Red Bull RB2     | Ferrari 2.4 V8       | M      |
| BMW Sauber F1 Team                | 16  | Nick Heidfeld        | BMW Sauber F1.06 | BMW 2.4 V8           | M      |
| BMW Sauber F1 Team                | 17  | Jacques Villeneuve   | BMW Sauber F1.06 | BMW 2.4 V8           | M      |
| BMW Sauber F1 Team                | 38  | Robert Kubica        | BMW Sauber F1.06 | BMW 2.4 V8           | M      |
| Spyker MF1 Team                   | 18  | Tiago Monteiro       | Midland M16      | Toyota 2.4 V8        | B      |
| Spyker MF1 Team                   | 19  | Christijan Albers    | Midland M16      | Toyota 2.4 V8        | B      |
| Spyker MF1 Team                   | 39  | Giorgio Mondini      | Midland M16      | Toyota 2.4 V8        | B      |
| Scuderia Toro Rosso               | 20  | Vitantonio Liuzzi    | Toro Rosso STR1  | Cosworth 3.0 V10     | M      |
| Scuderia Toro Rosso               | 21  | Scott Speed          | Toro Rosso STR1  | Cosworth 3.0 V10     | M      |
| Scuderia Toro Rosso               | 40  | Neel Jani            | Toro Rosso STR1  | Cosworth 3.0 V10     | M      |
| Super Aguri Formula 1             | 22  | Takuma Satō          | Super Aguri SA06 | Honda 2.4 V8         | B      |
| Super Aguri Formula 1             | 23  | Franck Montagny      | Super Aguri SA06 | Honda 2.4 V8         | B      |

Anmerkungen
1. 1 2 3 4 5 6  Nahm nur an den Freitagstrainings teil.

## Klassifikationen

### Qualifying
| Pos. | Fahrer               | Konstrukteur        | Q1         | Q2       | Q3       | Start |
| ---- | -------------------- | ------------------- | ---------- | -------- | -------- | ----- |
| 01   | Fernando Alonso      | Renault             | 1:15,816   | 1:15,124 | 1:14,648 | 01    |
| 02   | Giancarlo Fisichella | Renault             | 1:16,046   | 1:14,766 | 1:14,709 | 02    |
| 03   | Michael Schumacher   | Ferrari             | 1:16,049   | 1:14,637 | 1:14,970 | 03    |
| 04   | Felipe Massa         | Ferrari             | 1:16,359   | 1:15,245 | 1:15,442 | 04    |
| 05   | Rubens Barrichello   | Honda               | 1:16,266   | 1:15,258 | 1:15,885 | 05    |
| 06   | Ralf Schumacher      | Toyota              | 1:16,234   | 1:15,164 | 1:15,885 | 06    |
| 07   | Jarno Trulli         | Toyota              | 1:16,174   | 1:15,068 | 1:15,976 | 07    |
| 08   | Jenson Button        | Honda               | 1:16,054   | 1:15,150 | 1:16,008 | 08    |
| 09   | Kimi Räikkönen       | McLaren-Mercedes    | 1:16,613   | 1:15,422 | 1:16,015 | 09    |
| 10   | Nick Heidfeld        | BMW Sauber          | 1:16,322   | 1:15,468 | 1:17,144 | 10    |
| 11   | Mark Webber          | Williams-Cosworth   | 1:16,685   | 1:15,502 | –        | 11    |
| 12   | Juan Pablo Montoya   | McLaren-Mercedes    | 1:16,495   | 1:15,801 | –        | 12    |
| 13   | Nico Rosberg         | Williams-Cosworth   | 1:17,213   | 1:15,804 | –        | 13    |
| 14   | Jacques Villeneuve   | BMW Sauber          | 1:16,066   | 1:15,847 | –        | 22    |
| 15   | Christian Klien      | Red Bull-Ferrari    | 1:16,627   | 1:15,928 | –        | 14    |
| 16   | Vitantonio Liuzzi    | Toro Rosso-Cosworth | 1:17,105   | 1:16,661 | –        | 15    |
| 17   | Scott Speed          | Toro Rosso-Cosworth | 1:17,361   | –        | –        | 16    |
| 18   | Tiago Monteiro       | MF1 Racing          | 1:17,702   | –        | –        | 17    |
| 19   | Christijan Albers    | MF1 Racing          | 1:18,024   | –        | –        | 18    |
| 20   | Takuma Satō          | Super Aguri-Honda   | 1:18,920   | –        | –        | 19    |
| 21   | Franck Montagny      | Super Aguri-Honda   | 1:20,763   | –        | –        | 20    |
| 22   | David Coulthard      | Red Bull-Ferrari    | keine Zeit | –        | –        | 21    |

Anmerkungen
1. ↑  Villeneuve erhielt aufgrund eines Motorenwechsels eine Startplatzstrafe von zehn Plätzen.

### Rennen
| Pos. | Fahrer               | Konstrukteur        | Runden | Stopps | Zeit        | Start | Schnellste Runde |
| ---- | -------------------- | ------------------- | ------ | ------ | ----------- | ----- | ---------------- |
| 01   | Fernando Alonso      | Renault             | 66     | 2      | 1:26:21,759 | 01    | 1:16,723 (39.)   |
| 02   | Michael Schumacher   | Ferrari             | 66     | 2      | + 18,502    | 03    | 1:16,922 (43.)   |
| 03   | Giancarlo Fisichella | Renault             | 66     | 2      | + 23,951    | 02    | 1:17,083 (38.)   |
| 04   | Felipe Massa         | Ferrari             | 66     | 2      | + 29,859    | 04    | 1:16,648 (42.)   |
| 05   | Kimi Räikkönen       | McLaren-Mercedes    | 66     | 2      | + 56,875    | 09    | 1:17,357 (40.)   |
| 06   | Jenson Button        | Honda               | 66     | 2      | + 58,341    | 08    | 1:17,367 (40.)   |
| 07   | Rubens Barrichello   | Honda               | 65     | 2      | + 1 Runde   | 05    | 1:17,399 (40.)   |
| 08   | Nick Heidfeld        | BMW Sauber          | 65     | 2      | + 1 Runde   | 10    | 1:17,869 (49.)   |
| 09   | Mark Webber          | Williams-Cosworth   | 65     | 2      | + 1 Runde   | 11    | 1:17,900 (61.)   |
| 10   | Jarno Trulli         | Toyota              | 65     | 2      | + 1 Runde   | 07    | 1:18,465 (42.)   |
| 11   | Nico Rosberg         | Williams-Cosworth   | 65     | 2      | + 1 Runde   | 13    | 1:17,861 (51.)   |
| 12   | Jacques Villeneuve   | BMW Sauber          | 65     | 1      | + 1 Runde   | 22    | 1:18,050 (62.)   |
| 13   | Christian Klien      | Red Bull-Ferrari    | 65     | 2      | + 1 Runde   | 14    | 1:18,516 (59.)   |
| 14   | David Coulthard      | Red Bull-Ferrari    | 65     | 2      | + 1 Runde   | 21    | 1:17,862 (55.)   |
| 15   | Vitantonio Liuzzi    | Toro Rosso-Cosworth | 63     | 3      | + 3 Runden  | 15    | 1:18,488 (52.)   |
| 16   | Tiago Monteiro       | MF1 Racing          | 63     | 2      | + 3 Runden  | 17    | 1:19,265 (28.)   |
| 17   | Takuma Satō          | Super Aguri-Honda   | 62     | 3      | + 4 Runden  | 19    | 1:20,411 (42.)   |
| –    | Christijan Albers    | MF1 Racing          | 48     | 3      | DNF         | 18    | 1:19,532 (28.)   |
| –    | Scott Speed          | Toro Rosso-Cosworth | 47     | 1      | DNF         | 16    | 1:18,541 (41.)   |
| –    | Ralf Schumacher      | Toyota              | 31     | 1      | DNF         | 06    | 1:18,621 (24.)   |
| –    | Juan Pablo Montoya   | McLaren-Mercedes    | 17     | 0      | DNF         | 12    | 1:19,482 (17.)   |
| –    | Franck Montagny      | Super Aguri-Honda   | 10     | 0      | DNF         | 20    | 1:22,389 (09.)   |

## WM-Stände nach dem Rennen
Die ersten acht des Rennens bekamen 10, 8, 6, 5, 4, 3, 2 bzw. 1 Punkt(e).

### Fahrerwertung
| Pos. | Fahrer               | Konstrukteur      | Punkte |
| ---- | -------------------- | ----------------- | ------ |
| 01   | Fernando Alonso      | Renault           | 54     |
| 02   | Michael Schumacher   | Ferrari           | 39     |
| 03   | Kimi Räikkönen       | McLaren-Mercedes  | 27     |
| 04   | Giancarlo Fisichella | Renault           | 24     |
| 05   | Felipe Massa         | Ferrari           | 20     |
| 06   | Jenson Button        | Honda             | 16     |
| 07   | Juan Pablo Montoya   | McLaren-Mercedes  | 15     |
| 08   | Rubens Barrichello   | Honda             | 8      |
| 09   | Ralf Schumacher      | Toyota            | 7      |
| 10   | Nick Heidfeld        | BMW Sauber        | 6      |
| 11   | Mark Webber          | Williams-Cosworth | 6      |
| 12   | Jacques Villeneuve   | BMW Sauber        | 6      |

| Pos. | Fahrer            | Konstrukteur        | Punkte |
| ---- | ----------------- | ------------------- | ------ |
| 13   | Nico Rosberg      | Williams-Cosworth   | 4      |
| 14   | David Coulthard   | Red Bull-Ferrari    | 1      |
| 15   | Christian Klien   | Red Bull-Ferrari    | 1      |
| 16   | Jarno Trulli      | Toyota              | 0      |
| 17   | Scott Speed       | Toro Rosso-Cosworth | 0      |
| 18   | Vitantonio Liuzzi | Toro Rosso-Cosworth | 0      |
| 19   | Christijan Albers | MF1 Racing          | 0      |
| 20   | Tiago Monteiro    | MF1 Racing          | 0      |
| 21   | Takuma Satō       | Super Aguri-Honda   | 0      |
| 22   | Yūji Ide          | Super Aguri-Honda   | 0      |
| –    | Franck Montagny   | Super Aguri-Honda   | 0      |

### Konstrukteurswertung
| Pos. | Konstrukteur      | Punkte |
| ---- | ----------------- | ------ |
| 01   | Renault           | 78     |
| 02   | Ferrari           | 59     |
| 03   | McLaren-Mercedes  | 41     |
| 04   | Honda             | 24     |
| 05   | BMW Sauber        | 12     |
| 06   | Williams-Cosworth | 10     |

| Pos. | Konstrukteur        | Punkte |
| ---- | ------------------- | ------ |
| 07   | Toyota              | 7      |
| 08   | Red Bull-Ferrari    | 2      |
| 09   | Toro Rosso-Cosworth | 0      |
| 10   | MF1 Racing          | 0      |
| 11   | Super Aguri-Honda   | 0      |